# Nitroso coloranti
I coloranti del gruppo nitroso sono una delle classi di coloranti in cui è suddiviso il Colour Index. Chimicamente sono orto-nitrosofenoli o orto-nitrosonaftoli in grado di formare complessi chelanti con ioni metallici, idrossidi o sali metallici di acidi deboli. Il cromogeno è dato dall'interazione fra il gruppo nitrosile -N=O ed il gruppo idrossile in posizione orto-, in grado di legare gli ioni sopramenzionati.
Attualmente appartengono a questa classe solo otto codici, rappresentativi di altrettante molecole e sostanze coloranti:
- 10000   colorante mordente
- 10005   Verde Mordente 4
- 10006   Verde Pigmento 8
- 10010   colorante mordente
- 10015   colorante mordente
- 10020   Verde Acido 1
- 10020:1 Verde Pigmento 12
- 10025   Verde Acido 4

## Applicazioni
Le caratteristiche di resistenza alla luce sono una prerogativa di questi composti che, nonostante l'esiguo numero di rappresentati, trova applicazione soprattutto nella tintura tessile e nella stampa tessile.
Dei numerosi composti possibili per chelazione, le applicazioni industriali sono limitate ai complessi metallici del ferro (II) e del cromo (II) che presentano le migliori caratteristiche di resistenza e solidità. Sono conosciuti ed impiegati occasionalmente anche i complessi con nichel (II) e cobalto (III).

## Preparazione
Si preparano comunemente in laboratorio per reazione dell'acido nitroso su fenoli e naftoli. A livello industriale sia il gruppo idrossile che il gruppo nitroso vengono introdotti simultaneamente per combinazione del radicale nitrosile e di un agente ossidante in presenza di sali di rame.
Nella tintura di lana e seta si possono ottenere coloranti in situ. Trattando infatti le fibre prima con acido nitroso si otterrà orto-nitrosazione dei residui di tirosina; successivamente l'introduzione di un metallo produrrà la chelazione con sviluppo di intensa colorazione.